# Liga Nacional de Futsal 2023
Die Liga Nacional de Futsal 2023 war die 28. Spielzeit einer brasilianischen Futsalliga, der Liga Nacional de Futsal.

## Modus
Der Wettbewerb wurde in fünf Phasen ausgetragen, einer Vorrunde sowie Achtel-, Viertel-, Halb- und Finalspiele. In der ersten Runde traten alle Klubs in einer Gruppe einmal im Ligaverfahren gegeneinander an. Die besten 16 besten qualifizierten sich für das Achtelfinale.
Ab dem Achtelfinale folgte der Wettbewerb dem K.-o.-System mit Hin- und Rückspiel, mit Ausnahme des Finales, welches in nur einem Spiel ausgetragen wurde. Es kam der Klub weiter, welcher die Treffen mit mindestens einem Sieg für sich entscheiden konnte. Gewannen beide Mannschaften ein Spiel oder gingen beide unentschieden aus, wurde die Entscheidung zunächst in der Verlängerung gesucht. Endete diese ohne Ergebnis, kam die Mannschaft eine Runde weiter, welche in der ersten Runde das bessere Ergebnis auswies. Das Heimspielrecht im Hinspiel lag bei dem Klub, welcher in der ersten Runde schlechter platziert war.

## Teilnehmer
- CER Atlântico
- Associação Carlos Barbosa de Futsal
- Blumenau Futsal
- AD Brasil Futuro
- Brasília Futsal
- Cascavel Futsal Clube
- SC Corinthians
- Foz Cataratas Futsal
- Esporte Futuro
- ADC Intelli
- AD Jaraguá
- JEC Krona Futsal
- Associação Joaçaba EC
- Marreco Futsal
- Minas Tênis Clube
- Associação Campo Mourão Futsal
- Pato Futsal
- Praia Clube
- São José Futsal
- Futsal São Lourenço
- Taubaté Futsal
- AD Futsal Tubaronense
- AE Venâncio Aires
- AF Umuarama

## 1. Runde
| Pl. | Verein                         | Sp. | S  | U  | N  | Tore    | Diff. | Punkte |
| --- | ------------------------------ | --- | -- | -- | -- | ------- | ----- | ------ |
| 1.  | CER Atlântico                  | 23  | 15 | 6  | 2  | 104:570 | +47   | 51     |
| 2.  | AD Brasil Futuro               | 23  | 14 | 9  | 0  | 106:450 | +61   | 51     |
| 3.  | JEC Krona Futsal               | 23  | 14 | 7  | 2  | 067:370 | +30   | 49     |
| 4.  | Cascavel Futsal Clube          | 23  | 13 | 6  | 4  | 076:520 | +24   | 45     |
| 5.  | AD Jaraguá                     | 23  | 12 | 6  | 5  | 069:490 | +20   | 42     |
| 6.  | Carlos Barbosa                 | 23  | 11 | 6  | 6  | 086:620 | +24   | 39     |
| 7.  | Minas Tênis Clube              | 23  | 11 | 9  | 3  | 067:550 | +12   | 39 *   |
| 8.  | AD Futsal Tubaronense          | 23  | 11 | 5  | 7  | 075:730 | +2    | 38     |
| 9.  | ADC Intelli                    | 23  | 10 | 5  | 8  | 070:720 | −2    | 35     |
| 10. | SC Corinthians (M)             | 23  | 9  | 8  | 6  | 055:540 | +1    | 35     |
| 11. | Praia Clube                    | 23  | 10 | 4  | 9  | 072:460 | +26   | 34     |
| 12. | AE Venâncio Aires              | 23  | 8  | 9  | 6  | 054:560 | −2    | 33     |
| 13. | Pato Futsal                    | 23  | 9  | 5  | 9  | 055:550 | ±0    | 32     |
| 14. | Foz Cataratas Futsal           | 23  | 8  | 7  | 8  | 059:630 | −4    | 31     |
| 15. | Associação Joaçaba EC          | 23  | 7  | 7  | 9  | 055:640 | −9    | 28     |
| 16. | AF Umuarama                    | 23  | 6  | 8  | 9  | 035:490 | −14   | 26     |
| 17. | Marreco Futsal                 | 23  | 6  | 5  | 12 | 042:630 | −21   | 23     |
| 18. | Associação Campo Mourão Futsal | 23  | 7  | 1  | 15 | 055:700 | −15   | 22     |
| 19. | São José Futsal                | 23  | 7  | 6  | 10 | 051:520 | −1    | 21 *   |
| 20. | Esporte Futuro                 | 23  | 4  | 8  | 11 | 048:610 | −13   | 20     |
| 21. | Taubaté Futsal                 | 23  | 3  | 4  | 16 | 044:730 | −29   | 13     |
| 22. | Blumenau Futsal                | 23  | 2  | 7  | 14 | 033:720 | −39   | 13     |
| 23. | Futsal São Lourenço            | 23  | 1  | 10 | 12 | 029:560 | −27   | 13     |
| 24. | Brasília Futsal                | 23  | 3  | 2  | 18 | 040:121 | −81   | 11     |

| Zum Saisonende 2022: |                       |
| (M)                  | Meister des Vorjahres |

## Finalrunde

### Turnierplan
|  | Achtelfinale | Achtelfinale   | Achtelfinale | Achtelfinale | Achtelfinale |  |  | Viertelfinale | Viertelfinale  | Viertelfinale | Viertelfinale | Viertelfinale |  |   | Halbfinale    | Halbfinale | Halbfinale | Halbfinale | Halbfinale |  |  | Finale | Finale | Finale | Finale | Finale |
|  |              |                |              |              |              |  |  |               |                |               |               |               |  |   |               |            |            |            |            |  |  |        |        |        |        |        |
|  | 1            | Atlântico      | 4            | 6            |              |  |  |               |                |               |               |               |  |   |               |            |            |            |            |  |  |        |        |        |        |        |
|  | 16           | AF Umuarama    | 1            | 2            |              |  |  | 1             | Atlântico      | 6             | 6             |               |  |   |               |            |            |            |            |  |  |        |        |        |        |        |
|  | 8            | Tubaronense    | 4            | 4            |              |  |  | 8             | Tubaronense    | 3             | 0             |               |  |   |               |            |            |            |            |  |  |        |        |        |        |        |
|  | 9            | ADC Intelli    | 4            | 3            |              |  |  |               |                |               |               |               |  | 1 | Atlântico     | 10         | 6          |            |            |  |  |        |        |        |        |        |
|  | 5            | AD Jaraguá     | 3            | 3            | (1)          |  |  |               |                |               |               |               |  | 4 | Cascavel      | 7          | 1          |            |            |  |  |        |        |        |        |        |
|  | 12           | Venâncio       | 4            | 0            | (2)          |  |  | 12            | Venâncio       | 5             | 0             | (0)           |  |   |               |            |            |            |            |  |  |        |        |        |        |        |
|  | 4            | Cascavel       | 4            | 2            | (1)          |  |  | 4             | Cascavel       | 4             | 4             | (2)           |  |   |               |            |            |            |            |  |  |        |        |        |        |        |
|  | 13           | Pato           | 2            | 4            | (0)          |  |  |               |                |               |               |               |  | 1 | Atlântico     | 2          |            |            |            |  |  |        |        |        |        |        |
|  | 2            | Brasil Futuro  | 3            | 4            |              |  |  |               |                |               |               |               |  | 3 | JEC           | 1          |            |            |            |  |  |        |        |        |        |        |
|  | 15           | Joaçaba        | 0            | 1            |              |  |  | 2             | Brasil Futuro  | 5             | 7             |               |  |   |               |            |            |            |            |  |  |        |        |        |        |        |
|  | 7            | Minas          | 1            | 3            | (0)          |  |  | 7             | Minas          | 4             | 3             |               |  |   |               |            |            |            |            |  |  |        |        |        |        |        |
|  | 10           | Corinthians    | 4            | 1            | (0)          |  |  |               |                |               |               |               |  | 2 | Brasil Futuro | 3          | 3          |            |            |  |  |        |        |        |        |        |
|  | 3            | JEC            | 5            | 2            |              |  |  |               |                |               |               |               |  | 3 | JEC           | 4          | 4          |            |            |  |  |        |        |        |        |        |
|  | 14           | Foz            | 1            | 1            |              |  |  | 3             | JEC            | 2             | 2             |               |  |   |               |            |            |            |            |  |  |        |        |        |        |        |
|  | 6            | Carlos Barbosa | 2            | 4            |              |  |  | 6             | Carlos Barbosa | 2             | 1             |               |  |   |               |            |            |            |            |  |  |        |        |        |        |        |
|  | 11           | Praia          | 2            | 2            |              |  |  |               |                |               |               |               |  |   |               |            |            |            |            |  |  |        |        |        |        |        |

### Achtelfinale
| Datum   |                   | Ergebnis            |                   |
| ------- | ----------------- | ------------------- | ----------------- |
| 13.10.  | SC Corinthians    | 4:1 (2:0)           | Minas Tênis Clube |
| 23.10.  | Minas Tênis Clube | 3:1 (2:1)           | SC Corinthians    |
| 23.10.  | Minas Tênis Clube | 0:0 n. V.           | SC Corinthians    |
| Gesamt: | Minas Tênis Clube | 4:4 Pkt. (4:5 Tore) | SC Corinthians    |

| Datum   |                      | Ergebnis            |                      |
| ------- | -------------------- | ------------------- | -------------------- |
| 13.10.  | Foz Cataratas Futsal | 1:5 (0:3)           | JEC Krona Futsal     |
| 21.10.  | JEC Krona Futsal     | 2:1 (2:1)           | Foz Cataratas Futsal |
| Gesamt: | JEC Krona Futsal     | 6:0 Pkt. (7:2 Tore) | Foz Cataratas Futsal |

| Datum   |                | Ergebnis            |                |
| ------- | -------------- | ------------------- | -------------- |
| 14.10.  | Praia Clube    | 2:2 (1:0)           | Carlos Barbosa |
| 21.10.  | Carlos Barbosa | 4:2 (2:1)           | Praia Clube    |
| Gesamt: | Carlos Barbosa | 4:1 Pkt. (6:4 Tore) | Praia Clube    |

| Datum   |                   | Ergebnis            |                   |
| ------- | ----------------- | ------------------- | ----------------- |
| 14.10.  | AE Venâncio Aires | 4:3 (2:1)           | AD Jaraguá        |
| 22.10.  | AD Jaraguá        | 3:0 (2:0)           | AE Venâncio Aires |
| 22.10.  | AD Jaraguá        | 1:2 n. V.           | AE Venâncio Aires |
| Gesamt: | AD Jaraguá        | 3:6 Pkt. (7:6 Tore) | AE Venâncio Aires |

| Datum   |                       | Ergebnis            |                       |
| ------- | --------------------- | ------------------- | --------------------- |
| 15.10.  | Pato Futsal           | 2:4 (2:1)           | Cascavel Futsal Clube |
| 21.10.  | Cascavel Futsal Clube | 2:4 (1:2)           | Pato Futsal           |
| 21.10.  | Cascavel Futsal Clube | 1:0 n. V.           | Pato Futsal           |
| Gesamt: | Cascavel Futsal Clube | 6:3 Pkt. (7:6 Tore) | Pato Futsal           |

| Datum   |                       | Ergebnis            |                       |
| ------- | --------------------- | ------------------- | --------------------- |
| 16.10.  | ADC Intelli           | 4:4 (2:1)           | AD Futsal Tubaronense |
| 20.10.  | AD Futsal Tubaronense | 4:3 (2:2)           | ADC Intelli           |
| Gesamt: | AD Futsal Tubaronense | 4:1 Pkt. (8:7 Tore) | ADC Intelli           |

| Datum   |                       | Ergebnis            |                       |
| ------- | --------------------- | ------------------- | --------------------- |
| 16.10.  | Associação Joaçaba EC | 0:3 (0:2)           | AD Brasil Futuro      |
| 24.10.  | AD Brasil Futuro      | 1:4 (0:2)           | Associação Joaçaba EC |
| Gesamt: | AD Brasil Futuro      | 6:0 Pkt. (7:1 Tore) | Associação Joaçaba EC |

| Datum   |               | Ergebnis             |               |
| ------- | ------------- | -------------------- | ------------- |
| 17.10.  | AF Umuarama   | 1:4 (0:2)            | CER Atlântico |
| 23.10.  | CER Atlântico | 6:2 (5:0)            | AF Umuarama   |
| Gesamt: | CER Atlântico | 6:0 Pkt. (10:3 Tore) | AF Umuarama   |

### Viertelfinale
| Datum   |                   | Ergebnis             |                   |
| ------- | ----------------- | -------------------- | ----------------- |
| 4.11.   | Minas Tênis Clube | 4:5 (1:1)            | AD Brasil Futuro  |
| 10.11.  | AD Brasil Futuro  | 7:3 (3:1)            | Minas Tênis Clube |
| Gesamt: | AD Brasil Futuro  | 6:0 Pkt. (12:7 Tore) | Minas Tênis Clube |

| Datum   |                  | Ergebnis            |                  |
| ------- | ---------------- | ------------------- | ---------------- |
| 5.11.   | Carlos Barbosa   | 2:2 (1:1)           | JEC Krona Futsal |
| 12.11.  | JEC Krona Futsal | 2:1 (2:0)           | Carlos Barbosa   |
| Gesamt: | JEC Krona Futsal | 4:1 Pkt. (4:3 Tore) | Carlos Barbosa   |

| Datum   |                       | Ergebnis             |                       |
| ------- | --------------------- | -------------------- | --------------------- |
| 5.11.   | AE Venâncio Aires     | 5:4 (0:4)            | Cascavel Futsal Clube |
| 13.11.  | Cascavel Futsal Clube | 4:0 (1:0)            | AE Venâncio Aires     |
| 13.11.  | Cascavel Futsal Clube | 2:0 n. V.            | AE Venâncio Aires     |
| Gesamt: | Cascavel Futsal Clube | 6:3 Pkt. (10:5 Tore) | AE Venâncio Aires     |

| Datum   |                       | Ergebnis             |                       |
| ------- | --------------------- | -------------------- | --------------------- |
| 6.11.   | AD Futsal Tubaronense | 3:6 (3:3)            | CER Atlântico         |
| 15.11.  | CER Atlântico         | 6:0 (3:0)            | AD Futsal Tubaronense |
| Gesamt: | CER Atlântico         | 6:0 Pkt. (12:3 Tore) | AD Futsal Tubaronense |

### Halbfinale
| Datum   |                  | Ergebnis            |                  |
| ------- | ---------------- | ------------------- | ---------------- |
| 24.11.  | JEC Krona Futsal | 4:3 (3:3)           | AD Brasil Futuro |
| 1.12.   | AD Brasil Futuro | 3:4 (2:1)           | JEC Krona Futsal |
| Gesamt: | AD Brasil Futuro | 0:6 Pkt. (6:8 Tore) | JEC Krona Futsal |

| Datum   |                       | Ergebnis             |                       |
| ------- | --------------------- | -------------------- | --------------------- |
| 27.11.  | Cascavel Futsal Clube | 7:10 (5:7)           | CER Atlântico         |
| 4.12.   | CER Atlântico         | 6:1 (1:1)            | Cascavel Futsal Clube |
| Gesamt: | CER Atlântico         | 6:0 Pkt. (16:8 Tore) | Cascavel Futsal Clube |

### Finale
| Datum  |               | Ergebnis  |                  |
| ------ | ------------- | --------- | ---------------- |
| 17.12. | CER Atlântico | 2:1 (0:1) | JEC Krona Futsal |